# Surge (应用程序)
Surge是基于iOS 9新增的“网络扩展”（Network Extension）API开发的一款网络调试工具。作为首个借用此软件可使用Shadowsocks的iOS 9应用，中国大陆网友将其广泛运用于突破网络审查。

## 功能

### 规则系统
可以根据域名、IP、GeoIP、进程名称等设置代理转发规则。

### 增强模式
有些应用可能不遵循系统代理设置，开启增强模式将强制接管所有应用的网络请求。
- Surge 会创建一个虚拟网卡 (Surge VIF) 并配置其为默认路由。所用的 DNS 请求都会得到一个位于 198.18.0.0/15 段的虚拟地址。
- Surge VIF 仅能够处理 TCP, UDP 和 ICMP 流量。请仅在需要时开启该功能以避免兼容性问题。
- ICMP 流量不可以被代理，Surge VIF 会直接返回响应。
- 增强模式可能导致 Xcode 上传 App Store Connect 二进制时失败。

### 网关模式
Surge Mac 可以作为第 3 层网关来处理来自局域网内的其他设备流量。

## 下架
2017年7月底，苹果公司在中国区App Store中下架了Surge。